# グスタフ6世アドルフ (スウェーデン王)
グスタフ6世アドルフ（スウェーデン語: Gustaf VI Adolf, Oskar Fredrik Wilhelm Olaf Gustaf Adolf Bernadotte、1882年11月11日 - 1973年9月15日）は、ベルナドッテ王朝第6代のスウェーデン国王（在位：1950年10月29日 - 1973年9月15日）。グスタフ5世の長男。母はバーデン大公フリードリヒ1世の娘ヴィクトリア。
1980年に発行された10クローナ紙幣に肖像が使用されていた。

## 生涯

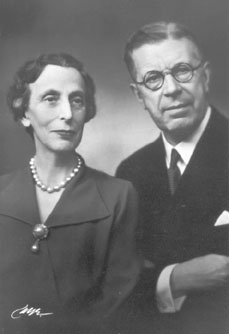
グスタフ6世アドルフとルイーズ王妃

父グスタフ5世が長寿のため、王位についたのは68歳になってからだった。その間に王太子となるはずだった長男ヴェステルボッテン公グスタフ・アドルフ王子が、1947年に航空事故によりコペンハーゲンで薨去しており、遺された孫のカール・グスタフはまだ幼児だったため、「グスタフ6世を最後に王制を廃止して共和制に移行すべき」という議論が議会でたびたび行われた。しかし、グスタフ6世自身も父に劣らぬ長寿を保ち、その間にカール・グスタフが立派に成人したこともあって、王制存続が確定した。
グスタフ6世の最初の妻は、イギリス王族（サクス＝コバーグ＝ゴータ家出身）であるコノート公アーサー（ヴィクトリア女王の三男）の娘マルガレータである。2人の間にはグスタフ・アドルフをはじめ5児が生まれるが、1920年にマルガレータは薨去した。1923年、ミルフォード＝ヘイヴン侯爵ルイス・アレグザンダー・マウントバッテンの娘で、ルイス・フランシス・マウントバッテン卿の姉並びにエディンバラ公フィリップの叔母に当たるルイーズと再婚する。
グスタフ6世は政治的行動を全く取らなかった。これは、スウェーデンの王権の有効性を自ら否定し、後の新憲法による象徴的王制へと転換していく端緒となった。父王グスタフ5世の頃から王権は制約されていたが、6世の時代はすでに歴史の必然となっていた。また、グスタフ6世は植物学および考古学の専門家としても知られ、学者国王として君臨した。そして、スウェーデンの国是となった、För Sverige i tiden（スウェーデン語：スウェーデンのために、時代と共に）は、グスタフ6世が国王即位の時にスウェーデン国民へ向けて発せられた、政治的な誓いのスローガンである。

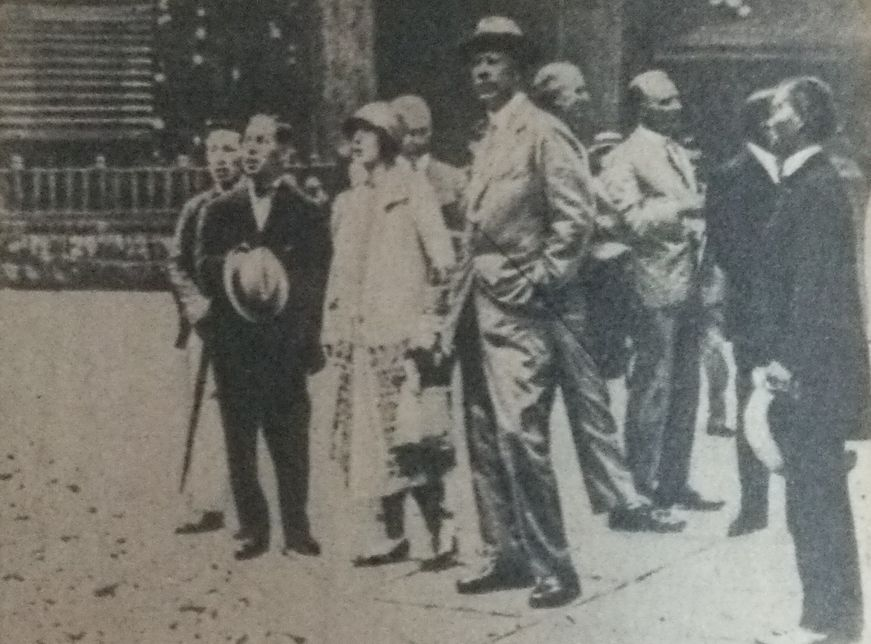
夫妻での訪日時の様子

前述の通り、学者国王として知られたグスタフ6世だが、中でも考古学分野においては、中華文化をはじめとする東洋の文化に対する関心が深かったと言われている。王太子時代の1926年には日本を訪問、東京、京都、奈良などで寺社、遺跡、博物館などを精力的に視察・研究した。この間の業績として、唐三彩説が有力だった正倉院の三彩陶器を研究し、日本製（奈良三彩）であるという考えを公表した。さらに、日本統治時代の朝鮮に渡って慶州を訪問し、瑞鳳塚における発掘作業を視察した。
父王グフタフ5世と昭和天皇は、戦時中、戦後もお互いの誕生日に祝電や答電の交換する交流が続けていた。1951年に父王が崩御した際には、グスタフ6世アドルフが昭和天皇に親書を送った。以降、同年からは父王の時代同様に、お互いの誕生日に祝電をあう関係が続けられた。
また、ゴルフやテニス、フライ・フィッシングなどスポーツの愛好家としても知られ、三男ベルティルのスポーツ好きも、父親譲りだったとされている。

## 子女

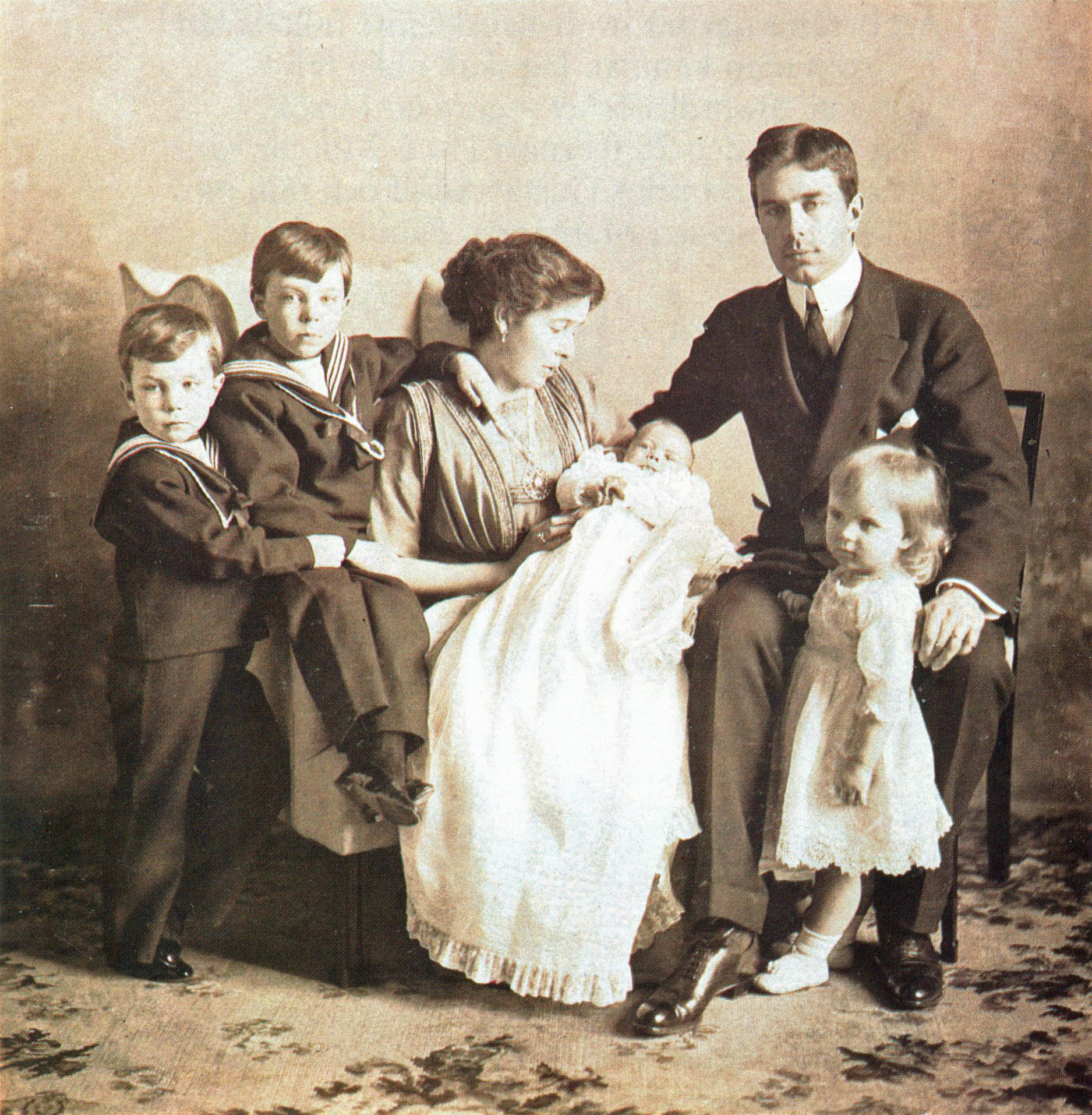
グスタフ・アドルフと家族（1912年）

最初の妃マルガレータとの間に4男1女を儲けた。
- グスタフ・アドルフ（1906年 - 1947年） ヴェステルボッテン公爵、カール16世グスタフの父
- シグヴァルド（1907年 - 2002年） ウップランド公爵、ヴィスボリ伯爵
- イングリッド（1910年 - 2000年） デンマーク国王フレゼリク9世王妃、マルグレーテ2世の母
- ベルティル（1912年 - 1997年） ハッランド公爵
- カール・ユーハン（1916年 - 2012年） ダーラナ公爵、ヴィスボリ伯爵